# Black Donald Lake
Black Donald Lake är en sjö i Kanada.   Den ligger i countyt Renfrew County och provinsen Ontario, i den sydöstra delen av landet, 100 km väster om huvudstaden Ottawa. Black Donald Lake ligger 247 meter över havet. Arean är 17,2 kvadratkilometer. Den sträcker sig 8,8 kilometer i nord-sydlig riktning, och 8,2 kilometer i öst-västlig riktning.
I omgivningarna runt Black Donald Lake växer i huvudsak blandskog. Trakten runt Black Donald Lake är nära nog obefolkad, med mindre än två invånare per kvadratkilometer.